# Genderzid
Genderzid, auch engl. Gendercide, ist eine Wortneuschöpfung aus dem englischen gender und dem Völkermord-Synonym Genozid und bezeichnet das systematische und massenhafte Töten der Angehörigen eines spezifischen Geschlechtes. Die Tötung von Frauen und weiblichen Föten aufgrund ihres Geschlechts wird als Femizid bezeichnet, wohingegen das Langenscheidt-Fremdwörterbuch den systematischen Massenmord an Frauen als Gynozid bezeichnet. Die systematische Tötung von Männern und männlichen Föten wird als Androzid bezeichnet.

## Genderzid an Frauen
Die am weitesten verbreitete Form von Genderzid ist der Femizid. Jährlich werden weltweit zwei bis drei Millionen Frauen aufgrund ihrer Geschlechtszugehörigkeit getötet. Die geschlechtsspezifische Kindstötung bzw. selektive Abtreibung weiblicher Föten, die weltweit vorkommt, vor allem in Kulturen und Staaten, die großen Wert auf männlichen Nachwuchs legen, wie unter anderem die Volksrepublik China, Indien und Südkorea, ist ein weiteres Beispiel für den Femizid.
Von Femizid wird auch im Zusammenhang mit einer auffälligen Häufung von Sexual- und Tötungsdelikten an Frauen in Lateinamerika gesprochen. Besonders betroffen sind Guatemala-Stadt, Guatemala und Chihuahua, Mexiko. Thematisiert wird in diesem Zusammenhang das systematische Versagen der Strafverfolgung, da die Täter meistens straffrei blieben. Inzwischen gibt es in Guatemala ein spezielles Gesetz gegen Femizid, dem allerdings bislang wenig Erfolg beschieden ist.
Artikel 46(a) der Istanbul-Konvention sieht vor, dass die Strafverfolgung und Bestrafung von Femiziden verschärft wird.

## Genderzid an Männern
Oft werden Männer im Kriegsfall als Soldaten zwangsrekrutiert, was oftmals zu einer hohen Zahl von männlichen Kriegsopfern führt. Männliche Nicht-Kombattanten stellen die Mehrheit der Opfer bei Massentötungen in Kriegen. Grund dafür kann sein, dass Männer des feindlichen Lagers, ob Kombattanten oder nicht, als potentielle Bedrohung für die Überlegenheit des eigenen Lagers gesehen werden können: Androzid kann also als Präventivschlag motiviert werden.
Im Jahr 1202, nachdem Dschingis Khan und Ong Khan sich verbündet hatten, um die Tataren zu besiegen, ordneten sie als kollektive Bestrafung für die Vergiftung von Dschingis Khans Vater Yesugei die Hinrichtung aller tatarischen Männer an. Ebenso plante Dschingis Khan im Jahr 1211 als Vergeltung für den Aufstand gegen seine Tochter Alakhai Bekhi die massive Tötung von Männern, bis sie ihn überredete, nur die Mörder ihres Mannes zu bestrafen, die den Aufstand ausgelöst hatten.
Gendercide Watch, eine unabhängige Menschenrechtsgruppe, dokumentiert mehrere Massaker, bei denen Männer aufgrund ihres Geschlechts gezielt getötet wurden: die Anfal-Operation im irakischen Kurdistan im Jahr 1988, den Völkermord an den Armeniern 1915–17 und den Völkermord in Ruanda 1994.
Ein weiteres Beispiel für einen Androzid ist das Massaker von Srebrenica, bei dem mehr als 8.000 bosniakische Männer und Jungen im Alter von 13 bis 94 Jahren systematisch ermordet wurden.